# Dipodomyinae
Sous-famille
Les Dipodomyinae forment une sous-famille de mammifères rongeurs, de la famille des Heteromyidae qui regroupe les souris kangourous d'Amérique.
Cette sous-famille a été décrite pour la première fois en 1853 par le zoologiste et paléontologue français Paul Gervais (1816-1879).

## Liste des genres
Selon ITIS (2 juin 2016) et NCBI (2 juin 2016) :
- genre Dipodomys Gray, 1841 - des rats kangourous
- genre Microdipodops Merriam, 1891